# Monika Gurgul
Monika Gurgul (ur. 1965) – polska italianistka, literaturoznawczyni, tłumaczka, wykładowczyni na Uniwersytecie Jagiellońskim.
W 1997 uzyskała stopień doktora nauk humanistycznych w dziedzinie literaturoznawstwa, w 2010 nadano jej stopień doktora habilitowanego. Pracowała w zespole opracowującym bibliografię polskich przekładów literatury włoskiej (Od Dantego do Fo, Od Boccaccia do Eco). Specjalizuje się w teatrze włoskim.

## Książki
- Od Boccaccia do Eco. Włoska proza narracyjna w Polsce od XVI wieku do XXI wieku, Collegium Columbinum, Kraków 2011 (z Jadwigą Miszalską, Moniką Surmą-Gawłowską, Moniką Woźniak)
- Od Dantego do Fo. Włoska poezja i dramat w Polsce od XVI do XXI wieku, Collegium Columbinum, Kraków 2007 (z Jadwigą Miszalską, Moniką Surma-Gawłowską, Moniką Woźniak)
- W drodze do gwiazd. O teatrze i dramacie włoskiego futuryzmu, WUJ, Kraków 2009
- Echa włoskie w prasie polskiej (1860-1939). Szkice bibliograficzne, Universitas, Kraków 2006
- Teatr Daria Fo w latach 1959-1975, Universitas, Kraków 1997